# Mahtomedi
Mahtomedi – miasto w Stanach Zjednoczonych, w stanie Minnesota, w hrabstwie Washington.